# 大神山神社
大神山神社（おおがみやまじんじゃ）は、鳥取県にある神社である。式内社、伯耆国二宮で、旧社格は国幣小社。伯耆大山山麓（米子市）の「本社」と山腹（西伯郡大山町）の「奥宮」から成る。

## 祭神
- 大穴牟遅神（おおあなむぢ-）- 本社
- 大己貴命（おおなむち-） - 奥宮

どちらも大国主神の別名である。

## 歴史
大山は八世紀（奈良時代）前半に編纂された『出雲国風土記』に、伯耆国の「大神岳」または「火神岳」と記されており、大己貴命が鎮まる神体山とされていたが、神仏習合思想と修験道の広まりにより地蔵菩薩を本地仏とし智明権現と称するようになった。『勝見名跡誌』には伯耆大山の智明大権現と因幡・鷲峰山の鷲岸大明神が仲が悪く戦をしたとの伝承が載っている。
平安・鎌倉期には修験道の修行の場として著名な山となり、「三院百八十坊僧兵三千名」とまで数えられるようになった・
奥宮はもともと信仰の対象であった大山に修験者が登り、海抜900mほどの所に修験の場として簡単な遥拝所を設けるようになったのがそもそもの始まりとされており、創建は平安時代後期と伝えられるが、火災焼失、移転を繰り返し、文化２年（1805年）に現在地で復興した。奥宮は冬季になると積雪が多く、祭儀に支障が生じるため平安期、大山の麓に「冬宮」を設け、夏期は大山の「夏宮」、冬期は麓の「冬宮」に於いて祭儀が行われることとなった。
元弘3年（1333年）には、隠岐を脱出した後醍醐天皇が当社で鎌倉幕府打倒の祈願を行った。
明治8年（1875年）の神仏分離令により麓の「冬宮」を本社とし、大山の宮から地蔵菩薩を除いて大神山神社奥宮とし、現在のような形となった。

## 文化財

### 重要文化財
- 大神山神社奥宮 2棟
  - 本殿・幣殿・拝殿（1棟）
  - 末社下山神社本殿・幣殿・拝殿（1棟）
- 短刀 銘備州長船住兼光（附：金熨斗付合口拵）

### 登録有形文化財
- 石の大鳥居[4]

### 県指定有形文化財
- 奥宮神門[5]

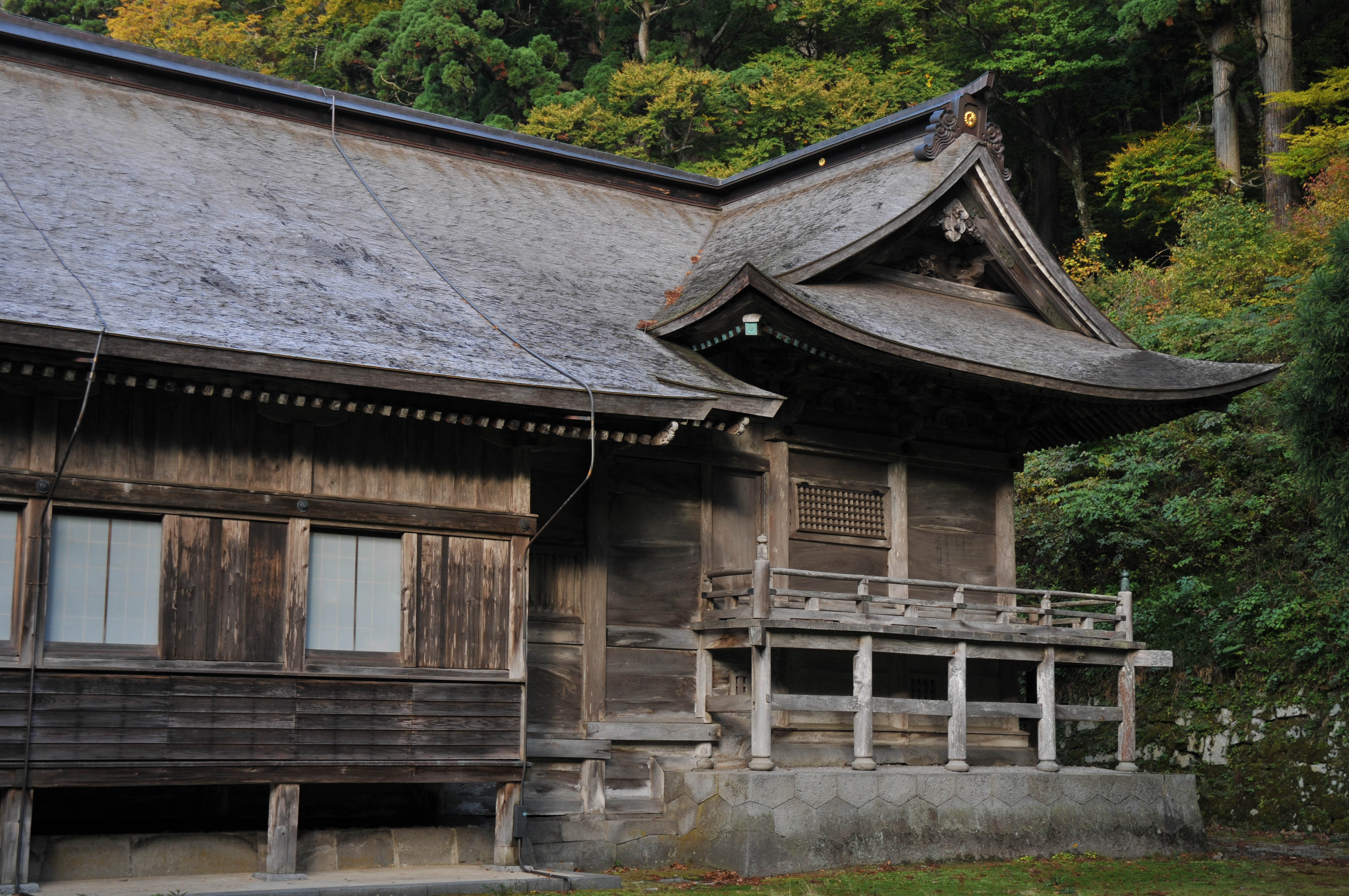
奥宮本殿（右）・幣殿（左）
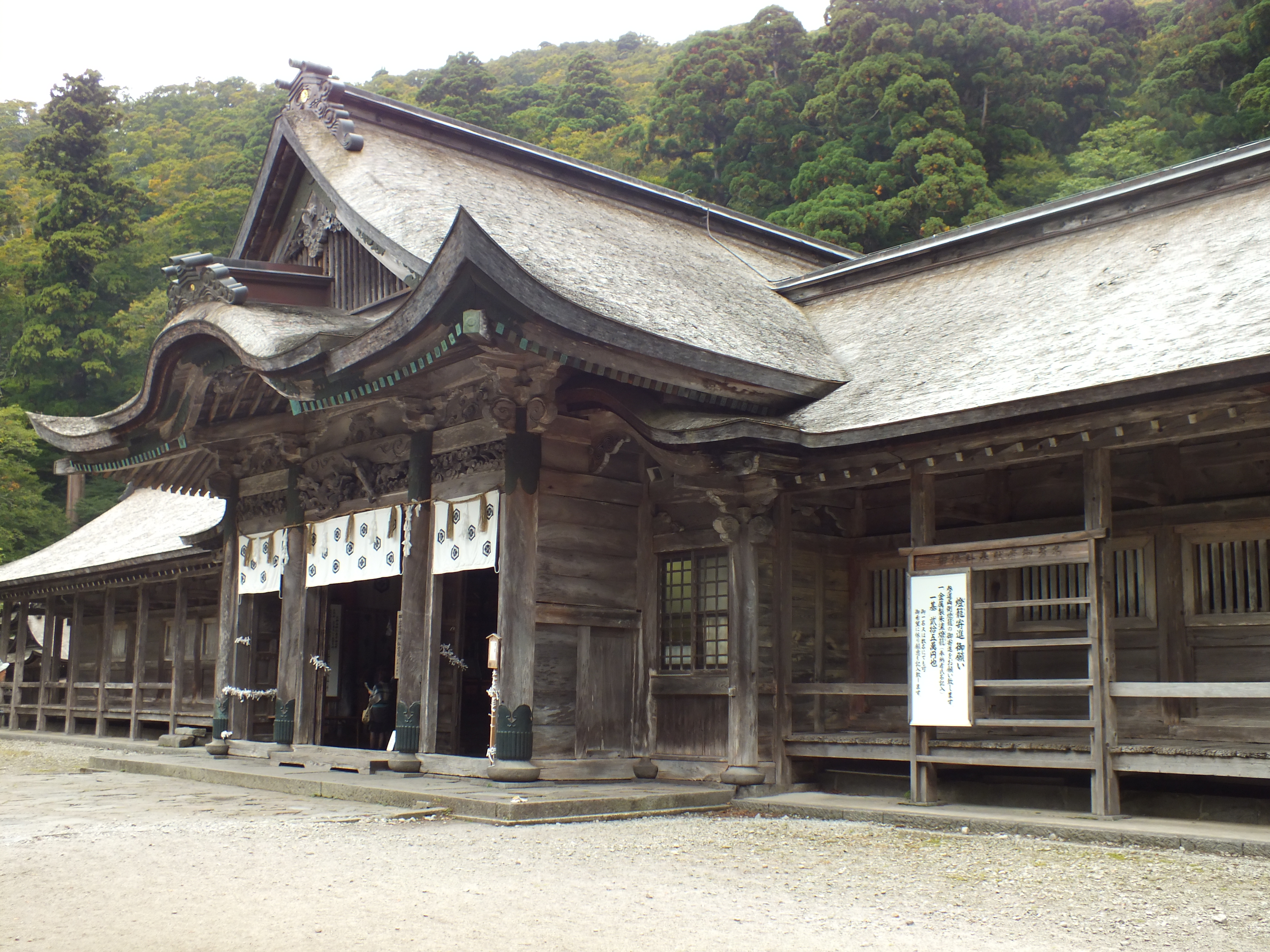
奥宮拝殿
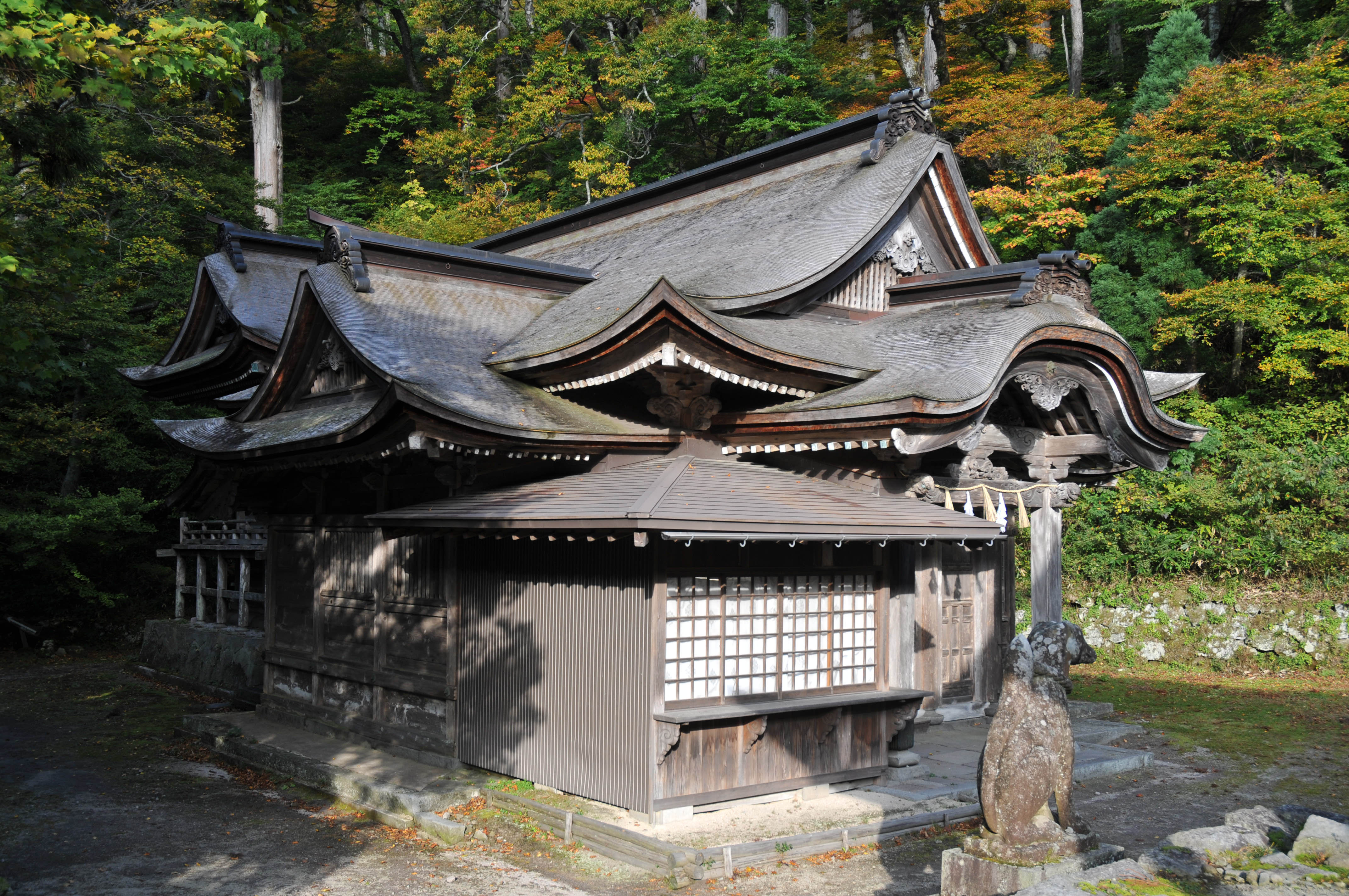
末社下山神社